# Through the Past, Darkly (Big Hits Vol. 2)
Through the Past, Darkly (Big Hits Vol. 2) – trzeci album kompilacyjny brytyjskiej grupy The Rolling Stones. Został dedykowany zmarłemu Brianowi Jonesowi.

## Lista utworów

### Wydanie brytyjskie

#### Strona A
1. „Jumpin’ Jack Flash” – 3:40
  - Pierwotnie wydany jako singel w maju 1968
2. „Mother's Little Helper” – 2:45
3. „2000 Light Years from Home” – 4:45
4. „Let's Spend the Night Together” – 3:36
  - Pierwotnie wydany jako singel w styczniu 1967
5. „You Better Move On” (Arthur Alexander) – 2:39
  - Pierwotnie wydany w 1964 na EP The Rolling Stones
6. „We Love You” – 4:22
  - Pierwotnie wydany jako singel w sierpniu 1967

#### Strona B
1. „Street Fighting Man” – 3:15
2. „She's a Rainbow” – 4:11
3. „Ruby Tuesday” – 3:16
  - Pierwotnie wydany jako singel w styczniu 1967
4. „Dandelion” – 3:32
  - Pierwotnie wydany jako singel w sierpniu 1967
5. „Sittin' on a Fence” – 3:02
  - Pierwotnie wydany na kompilacyjnym amerykańskim albumie Flowers w lipcu 1967
6. „Honky Tonk Women” – 3:00
  - Pierwotnie wydany jako singel w lipcu 1969

### Wydanie amerykańskie

#### Strona A
1. „Paint It, Black” – 3:20
2. „Ruby Tuesday” – 3:12
3. „She's a Rainbow” – 4:35
4. „Jumpin’ Jack Flash” – 3:40
5. „Mother's Little Helper” – 2:40
6. „Let's Spend the Night Together” – 3:29

#### Strona B
1. „Honky Tonk Women” – 3:03
2. „Dandelion” – 3:56
3. „2000 Light Years from Home” – 4:45
4. „Have You Seen Your Mother, Baby, Standing in the Shadow?” – 2:33
5. „Street Fighting Man” – 3:10

## Listy przebojów
Album
| Rok       | Lista                                     | Pozycja |
| --------- | ----------------------------------------- | ------- |
| 1969 1970 | UK Albums Chart UK Albums Chart           | 2 7     |
| 1969 1970 | Billboard Pop Albums Billboard Pop Albums | 2 28    |

Single
| Rok  | Single             | Lista                 | Pozycja |
| ---- | ------------------ | --------------------- | ------- |
| 1969 | „Honky Tonk Women” | UK Top 50 Singles     | 1       |
| 1969 | „Honky Tonk Women” | The Billboard Hot 100 | 1       |